# 韦庄镇
韦庄镇，是中华人民共和国陕西省渭南市澄城县下辖的一个乡镇级行政单位。

## 行政区划
韦庄镇下辖以下地区：
韦庄社区、韦一村、韦二村、东庄村、东白村、南白村、临皋村、庙西村、西白村、南酥酪村、铁庄村、毛家坡村、业二村、业一村、前城村、西南村、新城村、东白龙村、魏家斜村、楼子斜村、南伏龙村、北伏龙村、南棘茨村、北棘茨村、马庄村、秦庄村、郑家坡村和西北坡村。